# Batalha de Sirte (janeiro de 2020)
Batalha de Sirte ocorre em 6 de janeiro de 2020 durante a Segunda Guerra Civil Líbia. O Exército Nacional Líbio do Marechal Khalifa Haftar captura a cidade de Sirte das forças do Governo do Acordo Nacional sob Fayez al-Sarraj.

## Contexto
Em 2011, durante a Primeira Guerra Civil Líbia, Sirte formou o último bastião do ditador Muammar Gaddafi, que morreu ali em 20 de outubro.
Em 2015, durante a Segunda Guerra Civil Líbia, a cidade caiu para os jihadistas do Estado Islâmico. Entretanto, seria tomada posteriormente em dezembro de 2016 pelas forças do Governo de Unidade Nacional, após uma batalha de seis meses e mais de 700 mortos nas fileiras das Brigadas de Misrata.
Após a derrota do Estado Islâmico, Sirte foi ocupada pelas Brigadas de Misrata, agrupadas na coalizão Al-Bounyan Al-Marsous, e pela Brigada 604, uma milícia salafista madkhalista. Todas essas tropas estão reunidas sob a “Força de Proteção de Sirte”.
A Brigada 604 alega não tomar partido entre Sarraj e Haftar, sendo seus inimigos declarados a Irmandade Muçulmana e os salafistas jihadistas, porém a maioria de seus combatentes são Firjans, a tribo do Marechal Haftar. Além disso, em 2019, Rabi al-Madkhali pede que seus partidários apoiem Haftar.
Sirte e sua região são habitadas principalmente por duas tribos: os Qadhadhfa - a tribo de Muammar Gaddafi - e os Uarfalas, considerada fiel à memória da Jamahiriya Árabe Líbia.

## Desenvolvimento
Em 6 de janeiro de 2020, forças do Exército Nacional Líbio do Marechal Haftar lançaram um ataque repentino à cidade de Sirte. O Aeroporto de Ghardabiya, ao sul da cidade, é capturado e seus defensores se rendem. Os homens do Exército Nacional Líbio entram na cidade por cinco flancos ao sul e ao leste. As forças especiais tomam o porto pelo mar. A Brigada 604, na sequência, desertou e atacou as Brigadas Misrata na sua retaguarda. Desorganizadas, recuam e abandonam a cidade. Após apenas três horas de combates, Sirte passou para o controle das forças do Exército Nacional Líbio, que encontraram pouca resistência. Os homens de Haftar são recebidos com entusiasmo por moradores segurando efígies de Gaddafi e bandeiras verdes da Jamahiriya Árabe Líbia.
O Exército Nacional Líbio proclama que "Sirte foi totalmente libertada (...) dos grupos terroristas". O porta-voz do Exército Nacional Líbio, general Ahmed al-Mesmari, afirma que a ofensiva foi objeto de uma "preparação minuciosa que durou meses", com incursões aéreas realizadas regularmente contra a "Força de Proteção de Sirte"..

## Consequências
Com a captura de Sirte, as forças do Exército Nacional Líbio ameaçam a cidade de Misrata, localizada a 250 quilômetros a noroeste, uma vez que suas brigadas participam ativamente da Campanha de Trípoli.